# Авадхара
Ауадхара / Авадха́ра (абх. Ауадхара, груз. ავადჰარა) — курорт на Западном Кавказе, в Абхазии, в Гудаутском районе частично признанной Республики Абхазия, согласно административному делению Грузии — в Гудаутском муниципалитете Абхазской Автономной Республики, в 18 км от озера Рица. Расположен на высоте 1600 м, знаменит своими минеральными источниками, сероводородным водопадом с газированной водой, красивыми озёрами на высоте альпийских лугов. Самое высокогорное село в Абхазии. 
В настоящее время оборудован лишь один из ключей — воду из него доставляют в Сухум на завод по розливу минеральных вод. Выпускаемая заводом гидрокарбонатно-натриевая лечебно-столовая вода газируется до необходимых значений и упаковывается в пластиковые бутылки под оригинальным названием «Ауадхара».

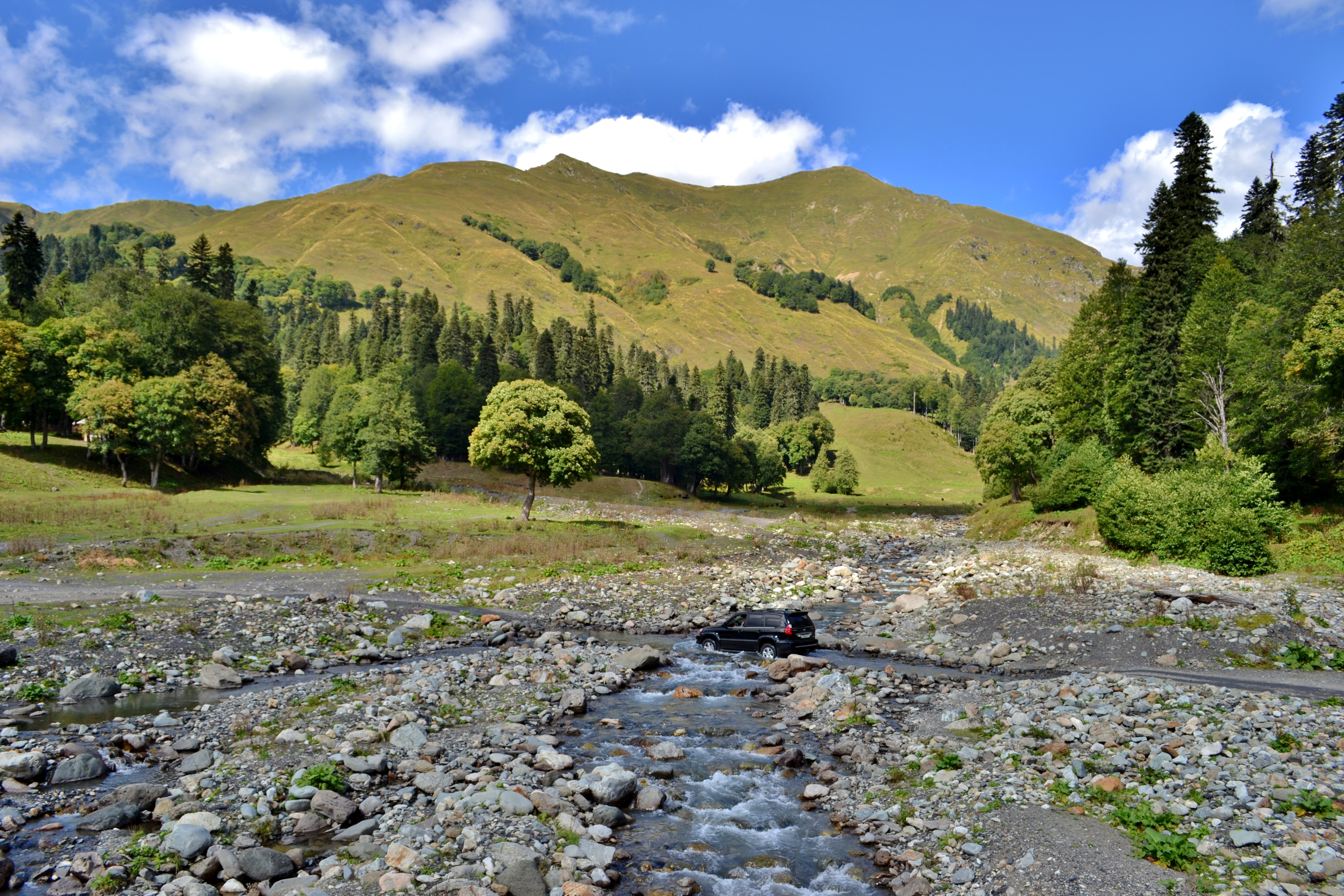
Общий вид
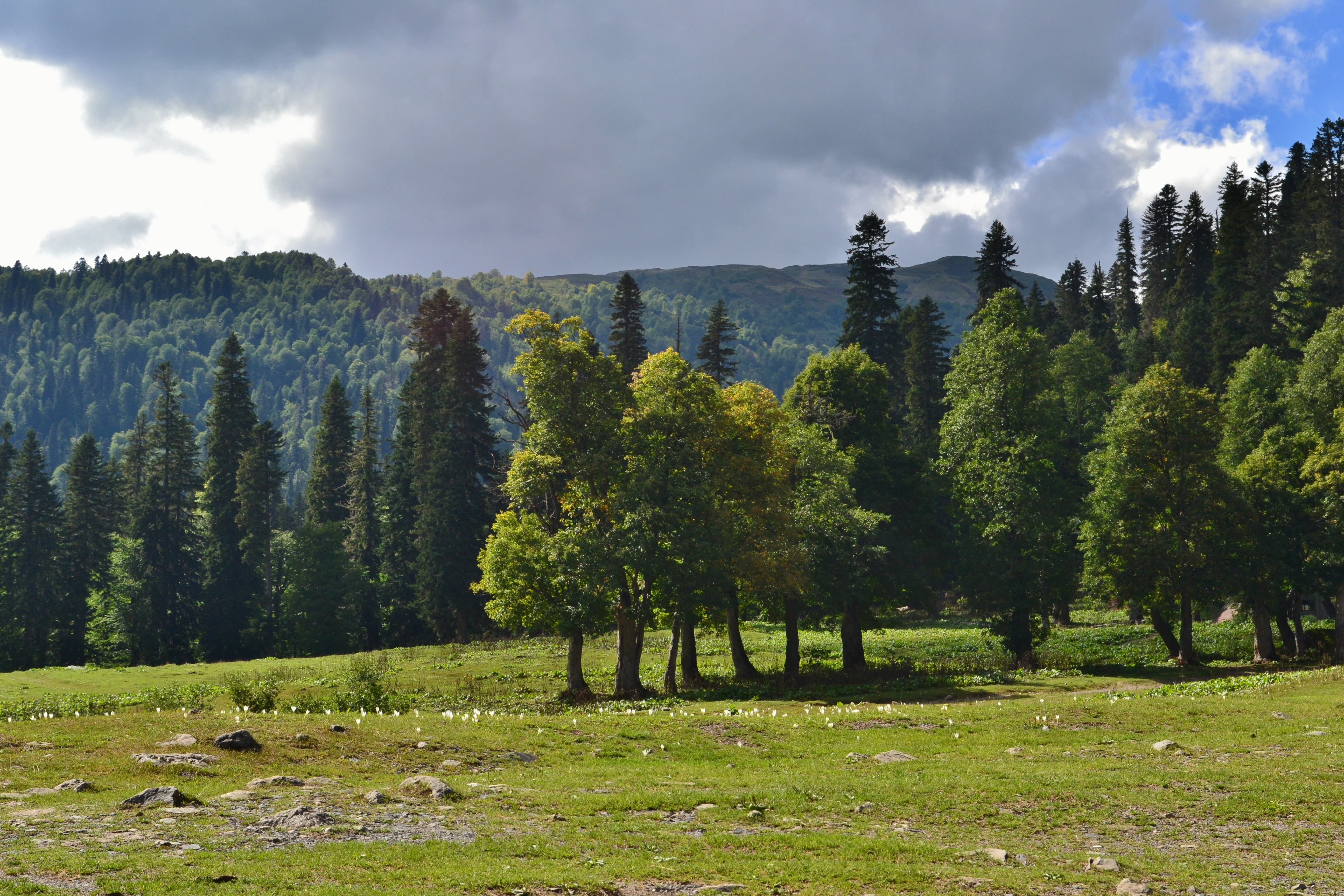
Долина источников
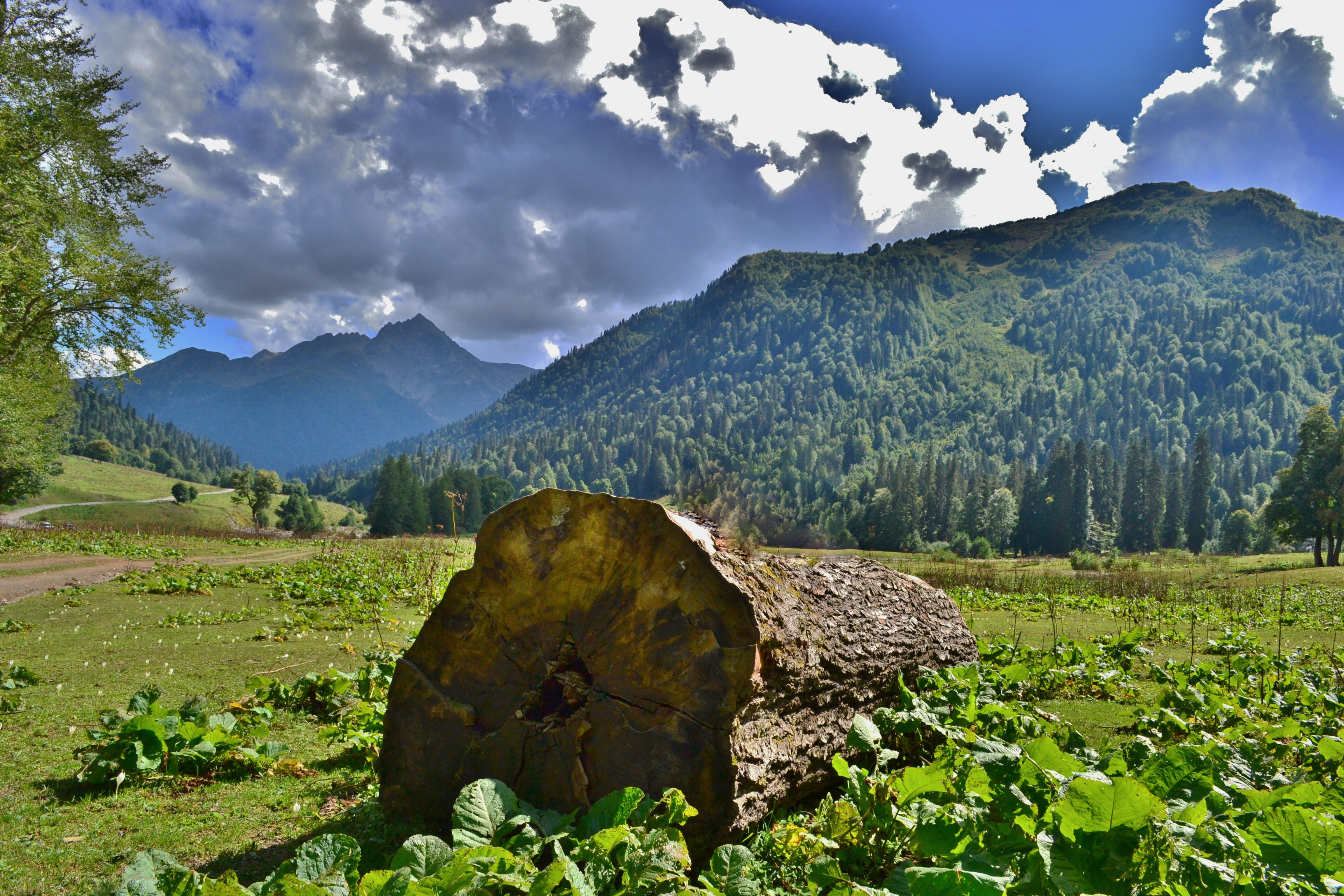
Долина источников
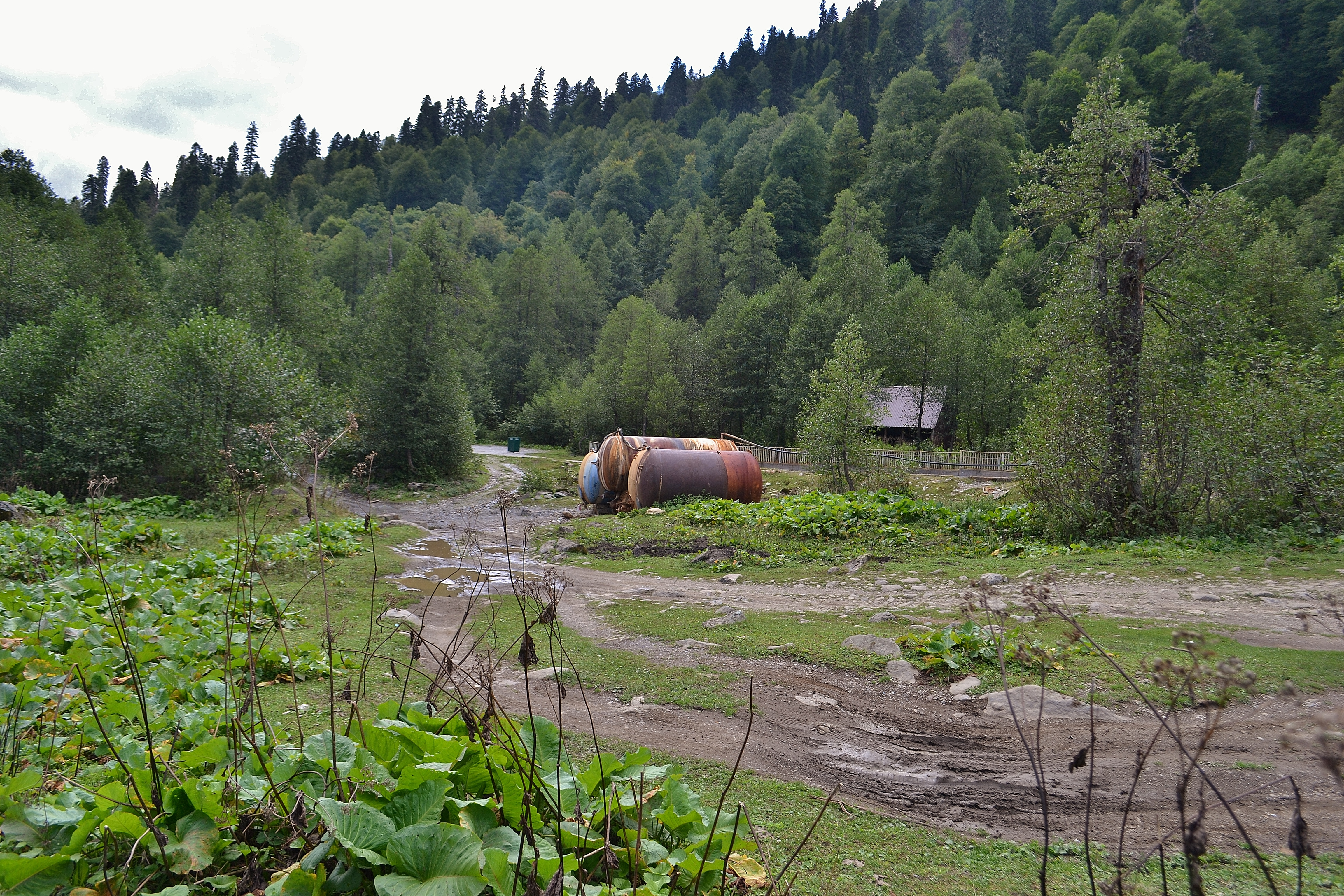
Ёмкости с минеральной водой
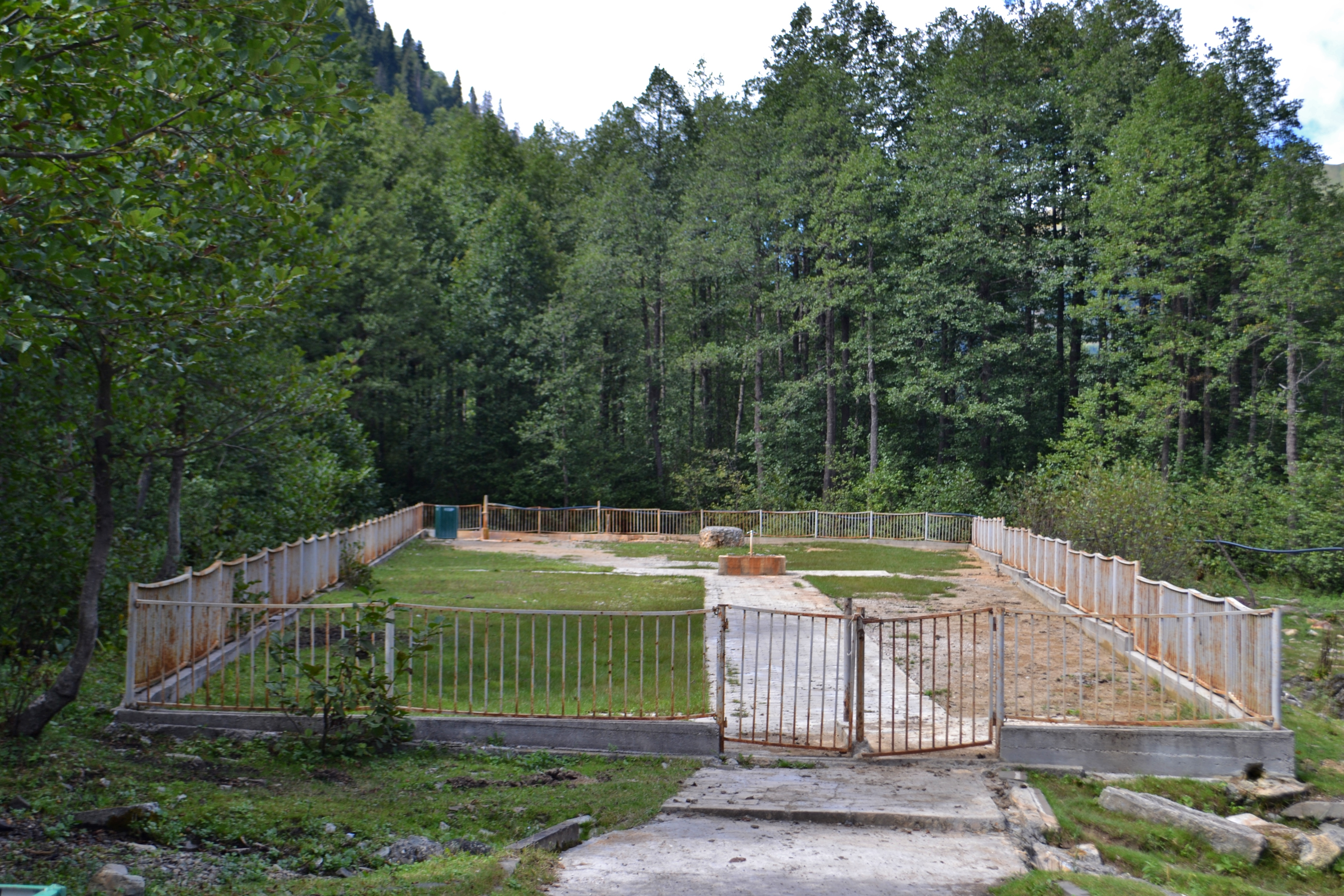
Источник минеральной воды для промышленного использования
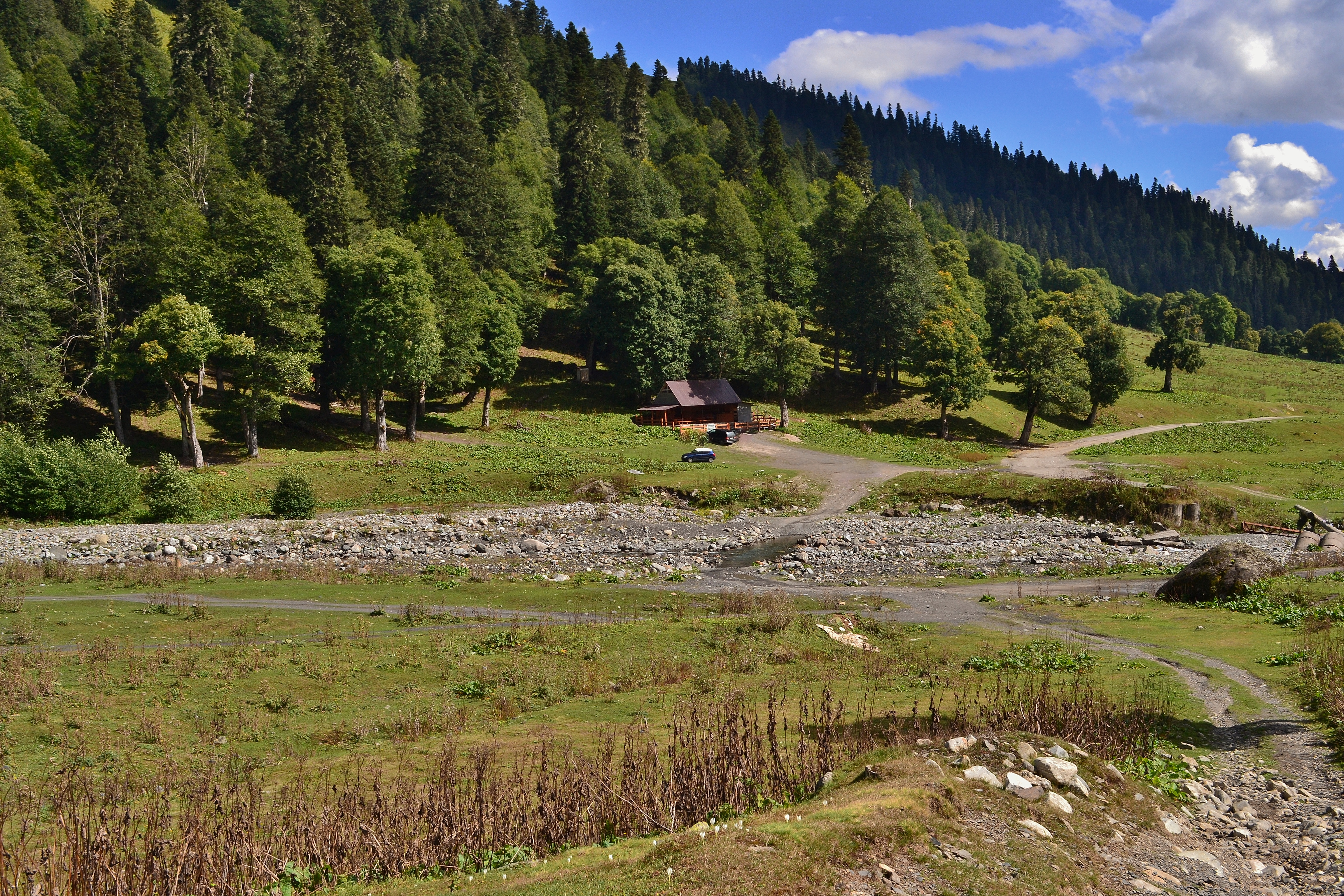
Конец дороги